# Balwandgi, Jevargi
Balwandgi là một làng thuộc tehsil Jevargi, huyện Gulbarga, bang Karnataka, Ấn Độ.